# Puan partido
Puan egy partido Argentína középpontjától keletre, Buenos Aires tartományban. Székhelye Puan.

## Népesség
A partido népessége a közelmúltban a következőképpen változott:
| Év   | Lakosság |
| ---- | -------- |
| 2001 | 16 126   |
| 2010 | 15 743   |